# Apamea oxylus
Apamea oxylus är en fjärilsart som beskrevs av Fawcett 1918. Apamea oxylus ingår i släktet Apamea och familjen nattflyn. Inga underarter finns listade i Catalogue of Life.